# Jozef Horváth (politik)
Jozef Horváth (14. ledna 1908 – 27. listopadu 1989) byl slovenský a československý politik, poválečný poslanec Prozatímního Národního shromáždění a Ústavodárného Národního shromáždění za Demokratickou stranu. Po roce 1948 exilový politik.

## Biografie
Patřil mezi účastníky Slovenského národního povstání. V letech 1945-1946 byl poslancem Prozatímního Národního shromáždění za Demokratickou stranu. Po parlamentních volbách v roce 1946 se stal poslancem Ústavodárného Národního shromáždění, kde formálně setrval do voleb do Národního shromáždění roku 1948.
Po únorovém převratu v roce 1948 byla Demokratická strana proměněna na Stranu slovenské obrody jako satelitní formaci závislou na KSČ. Horváth patřil mezi skupinu funkcionářů Demokratické strany, kteří odešli do emigrace. Angažoval se v sokolském hnutí. Do exilu odešel 11. června 1948.